# Paper d'estany
|  | No s'ha de confondre amb Paper d'alumini. |

Paper estany (en anglès: tinfoil) és una làmina fina de metall feta d'estany. El paper d'estany real va ser reemplaçat després de la Segona Guerra Mundial per un producte més barat i durador, el paper d'alumini, que encara es coneix com a "paper d'estany" a moltes llocs.

## Història
El paper d'alumini fabricat amb una fulla fina d'estany va estar disponible abans que el seu homòleg d'alumini. A finals del segle xix i principis del segle xx, l'ús de paper d'estany era molt habitual, i algunes persones segueixen referint-se al nou producte pel nom antic. El paper d'estany és més rígid que el paper d'alumini.
A causa de la seva resistència a la corrosió, resistència a l'oxidació, disponibilitat, baix cost, baixa toxicitat i lleugera mal·leabilitat, la làmina d'estany s'utilitzava com a farciment de les cavitats dentàries abans del segle xx.
Els primers enregistraments d'àudio en un fonògraf van ser fets en paper estany.